# Nave de Alvalade
A Nave de Alvalade foi um pavilhão gimnodesportivo localizado na freguesia do Lumiar, em Lisboa. Construído juntamente com a "Bancada Nova", fazia parte integral do antigo Estádio José Alvalade. Foi a casa das modalidades do Sporting Clube de Portugal após a demolição do Pavilhão de Alvalade aquando da expansão do Metropolitano de Lisboa ao Campo Grande e esteve em funcionamento até Janeiro de 2004.

## História

### Precedentes
Em 1975, o Sporting Clube de Portugal, além de ser uma das maiores potências desportivas a nível nacional em várias modalidades, o Sporting era uma referência do desporto europeu. Porém, esse estatuto esbarrava na fraca qualidade das suas instalações desportivas para as modalidades. Desta forma, João Rocha, presidente do clube na altura, avançou com o projeto de criar um complexo desportivo nas imediações do estádio do clube.
Assim, a 14 de outubro de 1976, nasceu o Pavilhão de Alvalade, um complexo desportivo com 4 mil metros quadrados e três recintos (o pavilhão principal, com capacidade para 5000 espectadores, e dois pavilhões mais pequenos usados para treino).
Esta obra viu a sua vida ser encurtada drasticamente devido ao crescimento da cidade de Lisboa e da sua rede de transportes. Assim, em setembro de 1986, o pavilhão principal foi demolido aquando da construção da estação de metro do Campo Grande.
Esta situação obrigou o clube a encontrar alternativas ao Pavilhão de Alvalade e, assim, nasceu a ideia da Nave de Alvalade.

### Bancada Nova e a Nave de Alvalade
Em 1982, o Estádio José Alvalade era um estádio multidesportivo com capacidade para 60.780 pessoas. Por acção da presidência de João Rocha, concretizou-se o fecho do Estádio, através da construção da chamada Bancada Nova, que substituiu o peão herdado do recinto anterior, e a instalação de uma nova e moderna pista de tartan. A lotação do estádio passou então para cerca de 75000 lugares.
A necessidade de um novo pavilhão criada pela demolição do Pavilhão de Alvalade levou à utilização criativa do espaço criado debaixo da nova bancada. Assim, além de vários ginásios e uma piscina, ergueu-se a Nave de Alvalade.

### Encerramento e Demolição
Em 1999, a ideia de construir um novo estádio surgiu pouco após a tomada de posse do presidente Pedro Santana Lopes, iniciando uma grande transformação no clube de Alvalade. O estado de degradação do Estádio José Alvalade e o conceito ultrapassado do próprio estádio foram as principais razões que levaram a optar pela construção de novas infraestruturas. Assim, a 12 de Maio de 1999, foi apresentado o projeto do novo Estádio José Alvalade.
Com a conclusão e inauguração do novo estádio já realizadas, a Nave de Alvalade esgotou pela última vez com um jogo de futsal a 4 de janeiro de 2004. Nesse mesmo ano, viria a ser demolida juntamente com o antigo estádio do clube.

## Títulos do Sporting Clube de Portugal conquistados na Nave de Alvalade

### Kickboxing
- 1 Título de Campeão do Mundo

### Hóquei em Patins
- 1 Taça das Taças
- 1 Campeonato Nacional
- 1 Taça de Portugal

### Futsal
- 7 Campeonatos Nacionais
- 1 Supertaça

### Voleibol
- 3 Campeonatos Nacionais
- 3 Taças de Portugal
- 3 Supertaças

### Andebol
- 1 Campeonato Nacional
- 6 Taças de Portugal
- 2 Supertaças